# 近藤峰
近藤峰（日语：／ Kondō Mine，1910年9月1日—2025年5月20日）是一名日本超級人瑞，自2025年4月26日林岡木去世后，成為日本在世最年長者。她在去世前是僅次於埃塞爾·凱特勒姆和瑪麗-羅斯·泰西耶的在世第三年長者。

## 生平
近藤峰于1910年9月1日在日本愛知縣東加茂郡旭村大字伊熊（今丰田市伊熊町）出生，婚後務農，因其性格開朗，深受周围人喜愛。
2023年3月2日，生于1910年8月17日的成田しず逝世，近藤峰112岁182天之龄成为爱知县在世最年长者。
2025年3月底，她在腿部骨折后住进了冈崎市的医院。次月26日，时年114岁237天的近藤峰于林岡木去世后成为日本在世最年长者。
2025年5月20日，近藤峰于住院期间病逝，享嵩寿114岁261天。来自静冈县小山町的臼井升也在成为日本在世最年长者后次日便离世，随即由来自大分县中津市的广安美代子接替。